# 高考，出题的秘密
《高考，出题的秘密》（韓語：수능, 출제의 비밀）是一部预计2025年上映的韩国黑色喜剧片，由《奇怪的數學家》的编剧李勇在创作剧本并执导，李先彬、劉宰明、金永敏、全錫浩主演。

## 剧情概要
影片讲述偶然加入属于国家2级机密的高考出题委员团的国文教师孟宝蓝，在与外部隔离的集体宿舍生活中，经历了波澜壮阔的40天。

## 演员阵容

### 主要人物
- 李先彬 饰演 孟宝蓝，一线国文教师，因行政上的紕漏成为高考出题委员。
- 劉宰明 饰演 文柱烈，教授、国文科目出题委员长，毕业于首尔大学本國語文學系，懷抱野心。
- 金永敏 饰演 朴景泰，研究委员长，在资历方面与文柱烈是竞争对手。
- 全錫浩 饰演 奇准秀，教育课程评价院职员、文柱烈的左膀右臂。

### 其他人物
- 黃寶羅 饰演 罗恩美，地方大学的国文系教授，毕业于首尔大学，学生时代拥有被称为“首尔小姐”的美貌。

## 制作

### 选角
2023年2月7日，媒体报导李先彬、劉宰明有望出演该片，将是《奇怪的数学家》编剧李勇在执导的首部电影长片；影片通过“高考出题”这一独特的题材，讲述被关在江原道某地集体宿舍超过一个月的高考出题委员们之间发生的一场骚动，预计2023年上半年开拍。4月7日，正式宣布李先彬、刘宰明、金永敏、全錫浩主演。5月5日，黃寶羅确定出演。10月，媒体报道崔始源客串出演该片。

### 拍摄
主体拍摄于2023年4月24日开始进行，同年6月21日杀青。